# 田の原
田の原（たのはら）は御嶽山南東側山腹の長野県王滝村にある高層湿原。御嶽山王滝口の登山口があり、周辺は田の原天然公園となっている。

## 概要
御嶽山の南東側山腹の7合目（標高 2,100～2,200m）に位置しており、御嶽山とその東側の三笠山との間に田の原天然公園が設けられている。御嶽山王滝口の登山口となっており、田の原駐車場での標高は2,190mである。田の原駐車場から登ったところに田の原遥拝所がある。
田の原天然公園は高層湿原だが乾燥化が進んでおり、コバイケイソウやシャクナゲ、クロユリなどの高山植物も笹に押されて減少しつつある。田の原から御嶽山山頂までは国有林となっており、ハイマツを中心にコメツガやダケカンバ、シラビソなどを含む森となっている。

## 施設
田の原山荘
鉄骨造。地上2階。建築年は1975年（昭和50年）。
田の原観光センター
鉄筋コンクリート造。地上3階。建築年は1967年（昭和42年）。
田の原展望台
木造。建築年は1985年（昭和60年）。